# Elenco (logica formale)
Elenco è un termine che deriva dal greco antico ἔλεγχος?, èlenchos ripreso dal tardo latino elenchus  e che si ritrova nella logica formale con il significato di argomentazione, detta anche redarguizione, che mira a confutare l'errore presente nell'affermazione dell'interlocutore.

## L'elenco socratico
In particolare nel dialogo socratico l'elenco serve non tanto a vincere sull'avversario della discussione, com'era ad esempio nell'eristica sofistica, quanto a convincerlo di essere in contraddizione con se stesso muovendo proprio da quanto egli sosteneva all'inizio.
L'elenchos può essere distinto in due tipi: diretto e indiretto. Il primo vuole arrivare a dimostrare l'assurdità o la contraddittorietà di ciò che sostiene l'interlocutore nella discussione dimostrandogli che le sue argomentazioni lo portano a contraddire quanto sosteneva all'inizio. L'elenchos indiretto è invece tipico del dialogo socratico che attraverso una serie di domande e risposte dimostra che se A implica B e B implica C e D queste sono contraddittorie tra loro o contraddicono la tesi di partenza
In particolare il dialogo socratico condotto attraverso brevi domande e risposte, caratteristica questa che lo distingueva dal discorso torrentizio dei sofisti, era il continuo domandare di Socrate su quello che stava affermando l'interlocutore; sembrava quasi che egli andasse alla ricerca di una precisa definizione dell'oggetto del dialogo. È questa l'ironia di Socrate che, per non demotivare l'interlocutore e per fare in modo che egli senza imposizioni si convinca, finge di non sapere quale sarà la conclusione del dialogo, accetta le tesi dell'interlocutore e le prende in considerazione, portandola poi ai limiti dell'assurdo in modo che l'interlocutore stesso si renda conto che la propria tesi non è corretta. Chi dialoga con Socrate tenterà varie volte di dare una risposta precisa ma alla fine si arrenderà e sarà costretto a confessare la sua ignoranza. Proprio questo sin da principio sapeva e voleva Socrate: la sua non era fastidiosa pedanteria ma il voler dimostrare che la presunta sapienza dell'interlocutore fosse in realtà ignoranza.
Socrate dunque inizia di solito col porre all'interlocutore una scelta in un'alternativa: «La giustizia è migliore dell'ingiustizia?» (Repubblica); «È giusto fuggire di prigione?» (Critone) o più frequentemente egli ricorre alla domanda tì estì, "che cos'è" [quello di cui parli]? «Cos'è la temperanza?» (Carmide); «Cos'è il coraggio?» (Lachete) 
Le domande di Socrate non puntano ad ottenere una precisa definizione del termine di cui si sta discutendo e nemmeno a verificare se il suo interlocutore abbia adeguata conoscenza di ciò di cui si sta parlando poiché i due protagonisti del dialogo conoscono genericamente il significato del concetto in esame. Socrate in realtà chiede da un lato una definizione analogica che fornisca significati equivalenti del termine e dall'altro vuole ricercare gli attributi propri, escludendo gli impropri, del concetto in modo da capire perché una singola cosa è comune a molti individui singoli, come dimostra il fatto che a molte cose viene attribuito un nome comune per cui si può pensare che vi debba essere una natura comune che apparenti le cose. La definizione quindi vuol far vedere come ci sia una relazione di identità- proprietà tra l'elemento comune alle cose e l'unico nome con cui vengono chiamate.
Questa interpretazione va naturalmente riferita al valore analogico delle definizioni socratiche altrimenti si rischia di attribuire a Socrate la costruzione metafisica ontologica di Platone.